# Jedna Moć
U serijalu „Točak Vremena“ Roberta Džordana, Jedna moć je sila koja održava neprekidno kretanje točka vremena. Ona proističe iz Istinskog izvora, i deli se na dve polovine: mušku - saidin i žensku - saidar.

## Usmerivači
Nije svako u stanju da usmerava, ili pristupi Jednoj moći. Većina ljudi to nikako ne bi mogla da uradi, dok samo neki mogu da nauče, da do određenog stepena koriste Moć. Međutim, mali deo usmerivača se rodi sa varnicom, malom vodiljom koja će ih navesti da dodirnu Istinski Izvor, hteli oni to ili ne. Ove osobe često umiru, iako nikada nisu preuzeli kontrolu nad svojom sposonošću. Neka istraživanja ukazuju na to da je smrtnost kod neobučenih usmerivača 75% ili čak više. Često, preživljavanje odnosi i određenu cenu; oni čak ne moraju ni da znaju da koriste Jednu moć, oni samo znaju da se nešto, ponekad dešava, kada oni to dovoljno jako žele. Divljaci, kako Aes Sedai nazivaju takve ljude, često imaju ograničenja u svojoj upotrebi Moći. To je instiktivno, samoodbrambeno reagovanje koje im omogućava da usmeravaju svojom voljom. Ovo može biti mogućnost da usmeravaju samo kada su ljuti, ili sa jednim okom zatvorenim dok usmeravaju, ili može biti neko drugo stanje karakteristično za usmerivača. Oni koji nemaju varnicu, mogu provesti ceo život bez dodirivanja Moći, ili čak ne shvativši da to mogu.
Usmerivači se takođe ne rađaju jednaki. Neki su jači u Moći i mogu da je podnesu više nego drugi. Muškarac i žena su takođe različiti u ovome i u mnogim drugim stvarima kada je Moć u pitanju.

## Saidin
Saidin je muška polovina Istinskog izvora. Jedino je muškarac u stanju da povuče saidin.

### Vreme ludila
Vreme ludila je period koji je započeo kada je Luis Terin Telamon, zajedno sa Stotinu Sadrugova zapečatio ponovo zatvro Mračnoga. Protivudar Mračnog je izopačio saidin. Usled toga, svaki muški Aes Sedai na kraju je užasno poludeo. U svom ludilu, ti muškarci koji su mogli da koriste Jednu Moć na način koji je danas nepoznat, izmenili su lice zemlje. Izazvali su velike zemljotrese, sravnili čitave planinske lance i izdigli nove planine. Umesto mora, formirali su kopna, a okeane su naterali da potope ono što je do tada bilo kopno. Mnogi delovi sveta su ostali potpuno nenaseljeni, a preživeli su se rasuli po čitavom svetu. To uništenje je zapamćeno u pričama, legendama i istoriji kao Slamanje sveta.

### Smirivanje
Smirivanje je čin koji izvode Aes Sedai. On podrazumeva odsecanje muškarca koji može da usmerava od Jedne Moći. Ovo je neophodno zato što će bilo koji muškarac koji nauči da usmerava poludeti od izopačenosti na saidinu i skoro sigurno učiniti užasne stvari swa Moći u svom ludilu. Čovek koji je smiren još uvek može da oseti Istinski Izvor, ali ne može da ga dodirne. Ukoliko ludilo nastupi pre smirivanja, zaustavljeno je njime, ali ne i izlečeno. Ako se smirivanje uradi dovoljno brzo, smrt može biti sprečena.

## Saidar
Saidar je ženska polovina Istinskog Izvora. Jedino je žena u stanju da povuče saidar.

### Ženski usmerivači
Najveća organizovana grupa žena koje mogu da usmeravaju Jednu Moć, danas je Aes Sedai. Njihovo sedište, Bela Kula, nalazi se u ostrvskom gradu Tar Valonu. Druge organizovane grupe žena usmerivača, raširile su se po Zapadnim zemljama, kao što su Kin i Kćeri Tišine. Međutim ove grupe deluju tajno, i kriju svoje postojanje od Bele Kule. Neke Aes Sedai će svaku ženu koja usmerava, a ne nalazi se pod okriljem Kule, nazvati divljakušom. Mnoge granične kulture Zapadnih zemalja imaju svoje sopstvene, nezavisne organizacije ženskih usmerivača, koje su odvojene od Bele Kule.

### Umirivanje
Umirivanje je čin odsecanja žene od Jedne Moći. Ovaj čin izvode Aes Sedai. Umirena žena i dalje može da oseti Istinski Izvor, ali ne i da ga dodirne. Umirivanje je toliko retko, da je od nastanka Bele Kule pa do danas, umireno svega nekoliko ženskih Aes Sedai. Među njima se nalaze i bivša Amirlin Tron, Sijuan Sanče, kao i njen Čuvar Hronika, Leana Šarif.

## Literatura
- Robert Jordan's The Wheel of Time series Архивирано на веб-сајту  (5. март 2013)
- [мртва веза]